# Theo Mayer-Maly
Theo Mayer-Maly (* 16. August 1931 in Wien; † 6. Dezember 2007 in Salzburg) war ein österreichischer Jurist, Rechtshistoriker und Universitätsprofessor.

## Leben
Theo Mayer-Maly wurde am 16. August 1931 in Wien geboren. Sein Vater Theodor Mayer-Maly war Richter und später Leiter der Staatsanwaltschaft Wien. Seine Matura bestand Theo Mayer-Maly am Realgymnasium Stubenbastei mit Auszeichnung. An der Universität Wien gehörten zu seinen Lehrern im Rechtsstudium Hans Kreller, Hans Planitz, Heinrich Demelius, Hans Schima und Alfred Verdroß. Mit dem österreichischen Romanisten Max Kaser war Mayer-Maly bis zu dessen Tod sehr verbunden. Am 23. Jänner 1954 wurde sein ausgezeichneter Studienerfolg mit einer Promotion sub auspiciis gewürdigt. Theo Mayer-Maly war der erste österreichische Jurist nach 1945, dem diese Ehrung zuteilwurde. Nach seinem Studium arbeitete er in der Wiener Kammer für Arbeiter und Angestellte im Bereich des Sozialversicherungsrechts.
1956 habilitierte sich Theo Mayer-Maly an der Wiener juridischen Fakultät mit einer Arbeit über die locatio conductio für römisches Recht. Danach lehrte er in Graz, wo er bereits als 25-Jähriger zum außerordentlichen Professor für römisches und Sozialversicherungsrecht ernannt wurde. In Graz arbeitete er zusammen mit Walter Wilburg, Franz Bydlinski und Gunter Wesener.
1959 wurde Theo Mayer-Maly nach Wien berufen. Hier betreute er neben dem römischen Recht das Arbeits- und Sozialrecht. Er war maßgeblich an der Gründung des Institutes für Arbeits- und Sozialrecht beteiligt. 1962 übersiedelte Theo Mayer-Maly auf einen Lehrstuhl der Universität Köln für Arbeitsrecht, bürgerliches Recht und römisches Recht. Sein Nachfolger in Wien wurde Walter Selb, der ebenfalls für die Romanistik und das Sozialversicherungsrecht tätig war. In Köln wurde Theo Mayer-Maly Mitarbeiter an Kommentaren zum deutschen BGB und lehrte zusammen mit Hans Carl Nipperdey.
Ab 1966 war Theo Mayer-Maly Professor an der damals neu errichteten Salzburger Universität. Seine Antrittsvorlesung im Wintersemester 1966/67 widmete er dem Thema „Rechtskenntnis und Gesetzesflut“, dieser Vortrag wurde als selbstständiges Werk veröffentlicht.
Spätere Rufe an die Universitäten Wien, Graz und München hatten keinen Erfolg. An der Universität Salzburg lehrte Theo Mayer-Maly bürgerliches Recht, Arbeitsrecht und römisches Recht. An der Universität Innsbruck war er Honorarprofessor für Rechtsphilosophie.
1979 wurde Theo Mayer-Maly korrespondierendes Mitglied der Österreichischen Akademie der Wissenschaften, ab 1983 war er wirkliches Mitglied. Er war Träger mehrerer Ehrendoktorate und erhielt 1991 den Wilhelm-Hartel-Preis, den die Österreichische Akademie der Wissenschaften an Gelehrte verleiht, die in Österreich wirken und hervorragende wissenschaftliche Leistungen in den von der philosophisch-historischen Klasse der Akademie vertretenen Fächern vollbracht haben. Theo Mayer-Maly erhielt den Ehrenring der Görres-Gesellschaft (1989) und das Österreichische Ehrenzeichen für Wissenschaft und Kunst (1994).
Er ist auf dem Friedhof Aigen in Salzburg begraben.

## Auszeichnungen
- 1991: Wilhelm-Hartel-Preis
- 1994: Österreichisches Ehrenzeichen für Wissenschaft und Kunst

## Veröffentlichungen
Theo Mayer-Maly veröffentlichte mehr als zwanzig Bücher und mehrere hundert Aufsätze. Neben seinen Publikationen wurde Theo Mayer-Maly als Gutachter in Rechtsfragen herangezogen. Seine Gutachten fanden nicht immer ihren Niederschlag in eigenständigen Veröffentlichungen, hatten aber in der Praxis Einfluss und wurden in einschlägigen Zusammenhängen zitiert.

### Publikationen zum römischen Recht
- Locatio conductio. Eine Untersuchung zum klassischen römischen Recht. Wien/München 1956 (= Wiener rechtsgeschichtliche Arbeiten. Band 4).
- Das Putativtitelproblem bei der Usucapio. Graz/Köln 1962 (= Forschungen zum römischen Recht. Band 15).
- Civiliter bei Celsus 5 Digesten 8, 1, 9. In: Richard Gamauf (Hrsg.): Festschrift für Herbert Hausmaninger zum 70. Geburtstag. Wien 2006. ISBN 3-214-00086-1.
- Römisches Privatrecht. Wien 1991. In der zweiten Auflage unter Römisches Recht, ISBN 3-211-83220-3.
- Rechtsgeschichtliche Bibelkunde. Böhlau, Wien 2003, ISBN 3-205-77136-2 (zum Neuen Testament).

### Publikationen zum geltenden Recht
- Bewältigen wir die soziale Sicherheit? Erweiterte Wiedergabe eines am 18. März 1964 vor dem Journalistenseminar der Wiener Volkswirtschaftlichen Gesellschaft gehaltenen Vortrages. Wien 1964 (= Institut für Finanzwissenschaften und Steuerrecht. Gelbe Briefe. Band 28).
- Rechtskenntnis und Gesetzesflut. Salzburg 1969 (= Salzburger Universitätsschriften. DIKE-Schriften zu Recht und Politik. Band 6).
- mit Wolfgang Däubler: Negative Koalitionsfreiheit? 1971.
- Arbeiter und Angestellte. Wien/New York 1969 (= Arbeits- und Sozialrechtliche Schriftenreihe).
- Bauwirtschaft und Industriebegriff. Untersuchung erstellt im Auftrag der Vereinigung Industrieller Bauunternehmungen Österreichs-VIBÖ. Wien 1972.
- Einführung in die allgemeinen Lehren des österreichischen Privatrechts. Graz 1984.
- Gesetzesflut und Gesetzesqualität heute. In: Dieter Wilke (Hrsg.): Festschrift zum 125jährigen Bestehen der Juristischen Gesellschaft zu Berlin. de Gruyter, Berlin 1984, ISBN 3-11-009716-8, S. 423–430.
- Rechtswissenschaft. 5. Aufl. München/Wien 1991.
- Ausgewählte Schriften zum Arbeitsrecht. Wien 1991, ISBN 3-205-05399-0.
- Gesetzeseffizienz und Rechtskultur. In: Wolfgang Mantl (Hrsg.): Effizienz der Gesetzesproduktion. Abbau der Regelungsdichte im internationalen Vergleich. Wien 1995 (= Schriftenreihe des Zentrums für Angewandte Politikforschung. Band 7), ISBN 3-85436-166-1.
- Das Arbeitsrecht und das 7. Gebot. In: Johann J. Hagen u. a. (Hrsg.): Querela iuris. Gedächtnisschrift für Eduard Rabofsky (1911–1994). Wien 1996, ISBN 3-211-82787-0.
- Kann Mehrheit alles? In: Herbert Haller (Hrsg.): Staat und Recht. Festschrift für Günther Winkler. Wien 1997, ISBN 3-211-83024-3.
- Die Entwicklung der österreichischen Rechtsprechung zur ärztlichen Aufklärungspflicht und zur Arzthaftung. In: Theo Mayer-Maly u. a. (Hrsg.): Ärztliche Aufklärungspflicht und Haftung. Wien 1998, ISBN 3-211-83230-0.
- Die Bedeutung von Präjudizien nach liechtensteinischem Recht. In: Kurt Ebert (Hrsg.): Pro iustitia et scientia. Festgabe zum 80. Geburtstag von Karl Kohlegger. Wien 2001, ISBN 3-7046-1668-0.
- Rechtsgeschichtliche Bibelkunde. Wien 2003, ISBN 3-205-77136-2.